# Ptilodexia fumipennis
Ptilodexia fumipennis là một loài ruồi trong họ Tachinidae.